# ISO 3166-2:YT
Kódy ISO 3166-2 pro Mayotte neidentifikují žádné regiony.